# 6-й механизированный корпус (1-го формирования)
6-й механизированный корпус — воинское соединение в вооружённых силах СССР накануне и во время Великой Отечественной войны.

## История формирования
Корпус начал формирование 15 июля 1940 года.
Управление корпуса создано на базе управления 3-го кавалерийского корпуса.
На формирование дивизий пошли: 21-я тяжелотанковая бригада, 6-я легкотанковая бригада, части стрелковых и кавалерийских войск.
29-я моторизованная дивизия сформирована на основе 29-й стрелковой дивизии.

## Укомплектованность
Численность танков колеблется по разным источникам от 1021 до 1131, в том числе более 450 новейших Т-34 и КВ. На 1 июня 1941 имелось: 242 бронеавтомобиля, 4779 автомобилей, 294 трактора, 1042 мотоцикла. По Семидетко на 13 — 19 июня 1941 имелось: 1021 танк (452 КВ-1 и Т-34), 229 бронеавтомобилей, 163 миномёта, 96 пушек, 76 гаубиц. 80 % тракторов.
|                             | КВ-1 | КВ-2 | Т-34   | Т-28 | БТ-2 | БТ-5 | БТ-7        | БТ-7М | Т-26 | ХТ | Т-40 | Т-37/38 | Всего     | Т-26 тяг | ФАИ | БА-20 | БА-10 | Всего |
| --------------------------- | ---- | ---- | ------ | ---- | ---- | ---- | ----------- | ----- | ---- | -- | ---- | ------- | --------- | -------- | --- | ----- | ----- | ----- |
| Управление                  |      |      |        |      |      |      |             | 6     |      |    |      |         | 6         |          |     | 5     | 7     | 12    |
| 4-я танковая дивизия        | 43   | 20   | 160    | 58*  |      |      | 71/4        | 26    | 42   | 30 |      |         | 450/4**   |          | 16  | 25    | 54    | 95    |
| 7-я танковая дивизия        | 50   | 1    | 162*** |      |      | 22   | 111/7       | 8     | 41   | 14 |      |         | 409/7**** | 1        |     | 39    | 56/1  | 95/1  |
| 29-я моторизованная дивизия |      |      |        |      | 42   | 28   | 85          |       |      |    | 17   | 7       | 179       |          |     | 22    | 18    | 40    |
| Всего                       | 93   | 21   | 322    | 58*  | 42   | 50   | 267*****/11 | 40    | 83   | 44 | 17   | 7       | 1044/11   | 1        | 16  | 91    | 135/1 | 242/1 |

*Внештатные. Находились в дивизии на хранении. 
**Кроме того имелось 64/30 Т-27 
***Не учтены 16 танков, отправленных с завода № 183 18 июня. Прибыли уже после начала войны. 
****Кроме того имелось 46/28 Т-27. На танкетках готовили экипажи для новых танков КВ и Т-34. 
*****Из них 2 БТ-7 артиллерийский. 
Возможно, что БТ-5 и часть БТ-7 были переданы из танковых дивизий в моторизованную. Есть данные, что на 17-19 июня в 29-й мд было 183 БТ. Увы, но документов о перемещении техники внутри корпуса в последние предвоенные дни не сохранилось. Есть только планы о передачи. Но, судя по имеющимся данным, при получении новой техники, организация передачи старой в соединения второй очереди, включая формирующиеся, в ЗОВО обстояла из рук вон плохо. 

## Планы использования мехкорпуса
Согласно планам прикрытия Западного Особого военного округа 6-й мехкорпус включался в район прикрытия № 2 — Белостокского.
Задача корпусу по плану:
«В случае прорыва крупных мотомехсил противника с фронта Остроленка, Малкиня-Гурна на Белосток 6-й кавалерийский корпус с 7 птбр выбрасывается на р. Нарев, на фронт Тыкоцин, Сураж, ст. Страбля и при поддержке 43 сад и 12 бад уничтожает танки и пехоту противника, не допуская их распространения восточнее указанного рубежа. 

11-й мехкорпус под прикрытием 2 сд и 7 птбр сосредоточивается в районе Стренькова Гура, Тыкоцин, Кнышин и во взаимодействии с 6-м кавалерийским корпусом и 11 сад атакует мотомехчасти противника в общем направлении на Замбрув, уничтожая их и отбрасывая остатки под удар 6-го мехкорпуса. 

6-й мехкорпус под прикрытием 7 птбр сосредоточивается в районе ст. Страбля, Райск, Рыболы и, атакуя противника в общем направлении на Высоке-Мазовецк, Замбрув или Соколы, Стренькова Гура, во взаимодействии с 9, 43 сад и 12 бад уничтожает его мехкорпуса».
В случае другого направления удара противника:
«В случае прорыва крупных мотомехчастей противника с фронта Соколув, Седлец в направлении на Бельск, Хайнувка, Волковыск 100-я стрелковая дивизия совместно с 7 птбр, 43 сад и 12 бад, прочно заняв тыловой рубеж на фронте Грулек, Хайнувка, Войнувка, уничтожает наступающие танки и мотопехоту противника, не допуская их распространения восточнее этого рубежа. 

6-й мехкорпус из района Белосток наносит удар в общем направлении на Браньск, Цехановец и во взаимодействии с 9 сад и 12 бад уничтожает противника».
Как ясно из текста, Генштаб собирался использовать 6-й мехкорпус не для обороны по типу танковых засад, а для того,чтобы активно подрезать основание немецкого танкового тарана.

## Состав на 22 июня 1941 г
10 армия. Западный ОВО. Белосток.
Командир — генерал-майор М. Г. Хацкилевич.
Начальник штаба — полковник Е. С. Коваль (пропал без вести летом 1941 г.).
Состав:
- 4-я танковая дивизия (генерал-майор танковых войск А. Г. Потатурчев)
- 7-я танковая дивизия (генерал-майор танковых войск С. В. Борзилов)
- 29-я моторизованная дивизия им. Финляндского пролетариата (генерал-майор И. П. Бикжанов)
- 4-й мотоциклетный полк (полковник М. Ф. Собакин, место дислокации - м. Супрасль, Белостокская обл.)
- 185-й отдельный батальон связи
- 41-й отдельный мотоинженерный батальон
- 106-й корпусная авиационная эскадрилья
- Полевой хлебозавод.

## Боевые действия
После объявления тревоги в 2.20 22 июня дивизионы ПВО 6-го мехкорпуса, находившиеся в 120 км восточнее Минска, по пути в 6-й мехкорпус были отняты и использованы как противотанковые соединения.
В первый день войны мехкорпус не вступал в бой. К вечеру 22 июня во исполнение Директивы № 3 корпус получил приказ совместно с 11-м механизированным и 6-м кавалерийским корпусами к исходу 24 июня уничтожить сувалкинскую группировку немцев. Командовал конно-механизированной группой генерал-лейтенант И. В. Болдин, вскоре в Белостокский выступ прибыл маршал Г. И. Кулик.
Связь с 11-м мехкорпусом установить не удалось. Сосредотачивающимся войскам 6-го мк мешали потоки отступающих тылов, кроме того немецкая авиация разбила тылы 7-й танковой дивизии.
Так или иначе корпус двинулся на Гродно. И. Болдин 23 июня отправил Д. Павлову телеграмму о том, что в корпусе имеется только четверть запасов горючего. Штаб фронта направил 300 тонн горючего для мехкорпуса, но дальше Барановичей продвинуться не удалось из-за разрушения ж/д полотна.
36-я кавалерийская дивизия к 24 июня была потрёпана ударами авиации. Та же участь постигла 6-ю кавдивизию 6-го корпуса.
6-й мехкорпус ударом на Меркине должен был переломить положение на северном фланге Западного фронта. 24 июня удар корпуса сдержала 256-я немецкая пд, потом подошли 162-я и 87-я пд. 8-й авиакорпус пикирующих бомбардировщиков ожесточённо громил советские танки.
25 июня бои продолжились: без поддержки отставшей артиллерией, без разведки, ударами в лоб. Вклинения советских танков парировались авиацией, командир корпуса уводил танки от удара.
И. Болдин вспоминал:
«Позвонил Хацкилевич, находившийся в частях.
— Товарищ генерал, — донёсся его взволнованный голос, — кончаются горючее и боеприпасы. Танкисты дерутся отважно. Но без снарядов и горючего наши машины становятся беспомощными. Дайте только всё необходимое, и мы расправимся с фашистами».
После на третий день войны.
«На НП прибыл Хацкилевич. Он явно нервничает:
— У нас последние снаряды. Выпустим их, и придётся уничтожать танки.
— Да, пожалуй, иного выхода нет,— отвечаю я.— Если машины нельзя сохранить, их лучше уничтожить.
Глядя тогда в глаза этому мужественному человеку, разве мог я подумать, что в тот день мы лишимся не только танкового корпуса, но и его чудесного командира. Генерал Хацкилевич погиб смертью героя, на поле боя…»
26 июня 4-я танковая дивизия отошла, бросая танки и автомобили, оставшиеся без горючего. Её командир попадёт в плен. Более о ней ничего не известно.
7-я танковая дивизия 26 июня поддерживала боеспособность и удерживала от бегства 128-й мотострелковый полк 29-й дивизии и остатки 36-й кавалерийской дивизии. В течение дня дивизия пятилась на юг. К 21 часу оборона населённого пункта Крынка будет свёрнута, и дивизия переправится через р. Свислочь. Это стало началом беспорядочного отступления, заметим, что свёртывание обороны, судя по всему, произошло по приказу Павлова отступать, отданному 3-й и 10-й армии ещё 25 июня.
Советские войска начали рваться из окружения по шоссе Волковыск—Слоним, но 28 июня Волковыск был взят, Слоним взял 47-й мотокорпус немцев. К 25 июня вермахт вышел к Минску.
Тем не менее желание вырваться из окружения было так велико, что ожесточённость боёв в белостокском котле достигала высшей точки.
Начальник Генерального штаба Сухопутных войск вермахта генерал-полковник Ф. Гальдер в своём дневнике писал:

«…Сведения с фронта подтверждают, что русские всюду сражаются до последнего человека. Лишь местами сдаются в плен, в первую очередь там, где в войсках большой процент монгольских народностей (перед фронтом 6-й и 9-й армий). Бросается в глаза, что при захвате артиллерийских батарей и т. п. в плен сдаются лишь немногие. Часть русских сражается, пока их не убьют, другие бегут, сбрасывают с себя форменное обмундирование и пытаются выйти из окружения под видом крестьян».
Об окружённых в белостокском выступе:
«Общая обстановка лучше всего охарактеризована в донесении штаба 4-й армии: противник в белостокском мешке борется не за свою жизнь, а за выигрыш времени».
«В полосе группы армий „Центр“ ликвидация окружённой группировки противника сковывает значительные силы».
Какие силы уточняет редактор Военного дневника Гальдера Ф. Том III (М, Воениздат, 1971) полк. К. Черемухин:
«Окружённые западнее Минска в обширном районе Налибокской пущи войска отходивших 3-й и 10-й армий Западного фронта с боями прорывались из кольца окружения в северо-восточном, южном и юго-восточном направлениях (см.: „Обстановка на фронте вечером“). Своими боевыми действиями они до 8 июля сковывали здесь более 25 немецких дивизий. В силу этого был создан большой разрыв между танковыми войсками группы армий „Центр“ и её пехотным эшелоном. Проблему создания ударной группировки для дальнейшего наступления, включавшей достаточные силы пехоты, немецкому командованию в эти дни решить не удалось».
Участник белостокского сражения Хейдорн в своей книге Der sowjetische Aufmarsch im Bialystoker Balkon писал:
«Бои особенно тяжёлые.
В самой деревне грозит начаться паника попытки русских прорваться отражены с исключительно тяжёлыми для противника потерями, но и собственные потери велики.
Составление расписания движения стало хорошей работой русских штабистов, как об этом ещё будет сказано ниже.
В течение дня возникали кризисные ситуации; оба подразделения были временно окружены и смогли лишь с большим трудом и тяжёлыми потерями прорваться, следуя приказу дивизии, в направлении на Холынку. 29-й разведбатальон потерял в течение дня не менее 16 бронемашин (две трети от штатной численности).
Отдельные подходившие солдаты докладывали об уничтожении стоявшей позади центрального участка батареи тяжёлых гаубиц, вокруг и в самой деревне постоянная стрельба, патронов к стрелковому и пулемётному вооружению исключительно мало, артиллерия в Новом Дворе имела по 20 снарядов на орудие, ни с юга ни с востока не пришли обещанные подкрепления.
Дивизионный командир, проинформировав штаб XXXXIII-го корпуса, принял в связи с этим важное решение отвести дивизию на восток, прорвавшись через заслон находящихся там русских частей, чтобы спасти хотя бы основную часть боевых подразделений дивизии от грозящего им при любых обстоятельствах в течение немногих часов, если не минут, полного уничтожения
…
Обеим группам удалось отступить, причём вовлечённая в самые тяжёлые бои центральная группа вынуждена была бросить тяжёлое вооружение после тяжёлого и весьма кровопролитного для немцев боя.

Командир 107-го пп доложил начальнику оперативного отдела штаба дивизии, что его полк больше не может удерживать позиции из-за больших потерь и нехватки боеприпасов. Командир сражавшегося на южном участке батальона погиб, командиры рот убиты или ранены. Связи с остальными батальонами нет».
Положительный эффект от сопротивления советских войск был. Немцы замедлили продвижение, будучи заняты уничтожением окружённых сил.